# Subprefeitura do Campo Limpo
A Subprefeitura do Campo Limpo é uma das 32 subprefeituras da cidade de São Paulo.
É composta pelos distritos de Campo Limpo, Capão Redondo e Vila Andrade, que somados representam 36,68 km², habitada por mais de 675 mil pessoas. 
As atribuições e os limites territoriais da subprefeitura são definidos pela Lei nº 13.399, de 01 de Agosto de 2002. 

## Histórico

### Campo Limpo
Área: 12,60 km² 
População (2022): 236.162 habitantes. 
Densidade demográfica: 18.743 (habitantes/km²)
Bairros: Chácara Pirajussara, Horto do Ipê, Jardim Ana Maria, Jardim Bom Refúgio, Jardim Campo Limpo, Jardim Catanduva, Jardim Elisa, Jardim Elisabeth, Jardim Faria Lima, Jardim Helga, Jardim Ingá, Jardim Iracema, Jardim Itamaraty, Jardim Jamaica, Jardim Laranjal, Jardim Leme, Jardim Leônidas Moreira, Jardim Maria Duarte, Jardim Maria Sampaio, Jardim Maria Virgínia, Jardim Martinica, Jardim Mitsutani, Jardim Nadir, Jardim Olinda, Jardim Paris, Jardim Piracuama, Jardim Pirajussara, Jardim Prestes Maia, Jardim Rebouças, Jardim Roni, Jardim Rosana, Jardim Samara, Jardim Santa Ifigênia, Jardim São Januário, Jardim São Mateus, Jardim São Roque, Jardim Umarizal, Jardim Umuarama, Parque Arariba, Parque Esmeralda, Parque Flamengo, Parque Jardim Mirassol, Parque Munhoz, Parque Rebouças, Parque Regina, Pirajussara, Residencial Morumbi, Umarizal, Vila Alteza, Vila América, Vila Anália, Vila Brasil, Vila Carioca, Vila França, Vila Nova Pirajuçara, Vila Pirajuçara, Vila Rica.
Em meados de 1937 o distrito de Campo Limpo se originou de uma fazenda da família Reis Soares denominada fazenda da Pombinhos. Na década de 50 havia muitas fazendas, casas residenciais e chácaras no local do distrito. Inclusive o Jóquei Clube de São Paulo era localizado nele e é denominado um dos motivos para a criação do nome "Campo Limpo" para o distrito, já que era o local onde os cavalos viviam e passavam por treinamentos.

### Capão Redondo
Área: 13,77 km² 
População (2022): 270.767 habitantes. 
Densidade demográfica: 19.664 (habitantes/km²)
Bairros: Capão Redondo, Capelinha, Cidade Auxiliadora, Cohab Monet, Conjunto Habitacional Instituto Adventista, Conjunto Habitacional JD São Bento, Conjunto Habitacional Pirajussara, Jardim Albano, Jardim Alvorada, Jardim Amália, Jardim Atlântico, Jardim Aurélio, Jardim Avenida, Jardim Boa Esperança, Jardim Bom Pastor, Jardim Campo de Fora, Jardim Campo dos Ferreiros, Jardim Capão Redondo, Jardim Clarice, Jardim Clélia, Jardim Comercial, Jardim das Rosas, Jardim do Colégio, Jardim Dom José, Jardim Eledy, Jardim Iae, Jardim Ipê, Jardim Irapiranga, Jardim Irene, Jardim Itaóca, Jardim Sandra, Jardim Jeriva, Jardim Lídia, Jardim Lilah, Jardim Macedônia, Jardim Magdalena, Jardim Maracá, Jardim Modelo, Jardim Germânia, Parque do Engenho, Parque Fernanda, Parque Independência, Parque Ligia, Parque Maria Helena, Parque Sônia, Parque Vera Cruz, Valo Velho, Vila Rosina, Vila Santa Maria, Jardim  Marcelo II, Vila Maracanã, Jardim Vale Das Virtudes.
Nos primórdios do distrito, Capão Redondo era só um ponto de encontro dos moradores de bairros situados no centro da cidade de São Paulo. Tais encontros aconteciam geralmente aos finais de semana e feriados, já que era um lugar sem poluição ao lado de córregos com água limpa muito propício à pesca, caça e descanso dos visitantes e moradores da região.
Os visitantes buscavam um lugar para levantar acampamento e carpir mato. Como sempre era em estilo arredondado, passaram a chamar o local de "Capão Redondo".

### Vila Andrade
Área: 10,31 km² 
População (2022): 168.669 habitantes. 
Densidade demográfica: 16.360 (habitantes/km²)
Bairros: Jardim Ampliação, Jardim Fonte do Morumbi, Jardim Parque Morumbi, Jardim Santo Antônio, Jardim Vitória Régia, Panamby, Paraíso do Morumbi, Paraisópolis, Parque Bairro do Morumbi, Parque do Morumbi, Retiro Morumbi, Vila Andrade, Vila das Belezas, Vila Ernesto, Vila Palmas, Vila Plana, Vila Susana.
O bairro do Morumbi surgiu com o reconhecimento de "bairro nobre", já que foram construídas casas imensas em enormes extensões de terras no bairro próximas à rua São Valério (rua que liga a Francisco Morato ao bairro Cidade Jardim).
Em outubro de 1960 o Estádio Cícero Pompeu de Toledo (São Paulo Futebol Clube), conhecido como Estádio do Morumbi, foi inaugurado e proporcionou um crescimento considerável do bairro. Isso se deu também pelo fato de haver a saturação de bairros como Itaim Bibi, Campo Belo, Moema, Brooklin e Pinheiros.